# Carl Johan Dyfverman (konstnär)

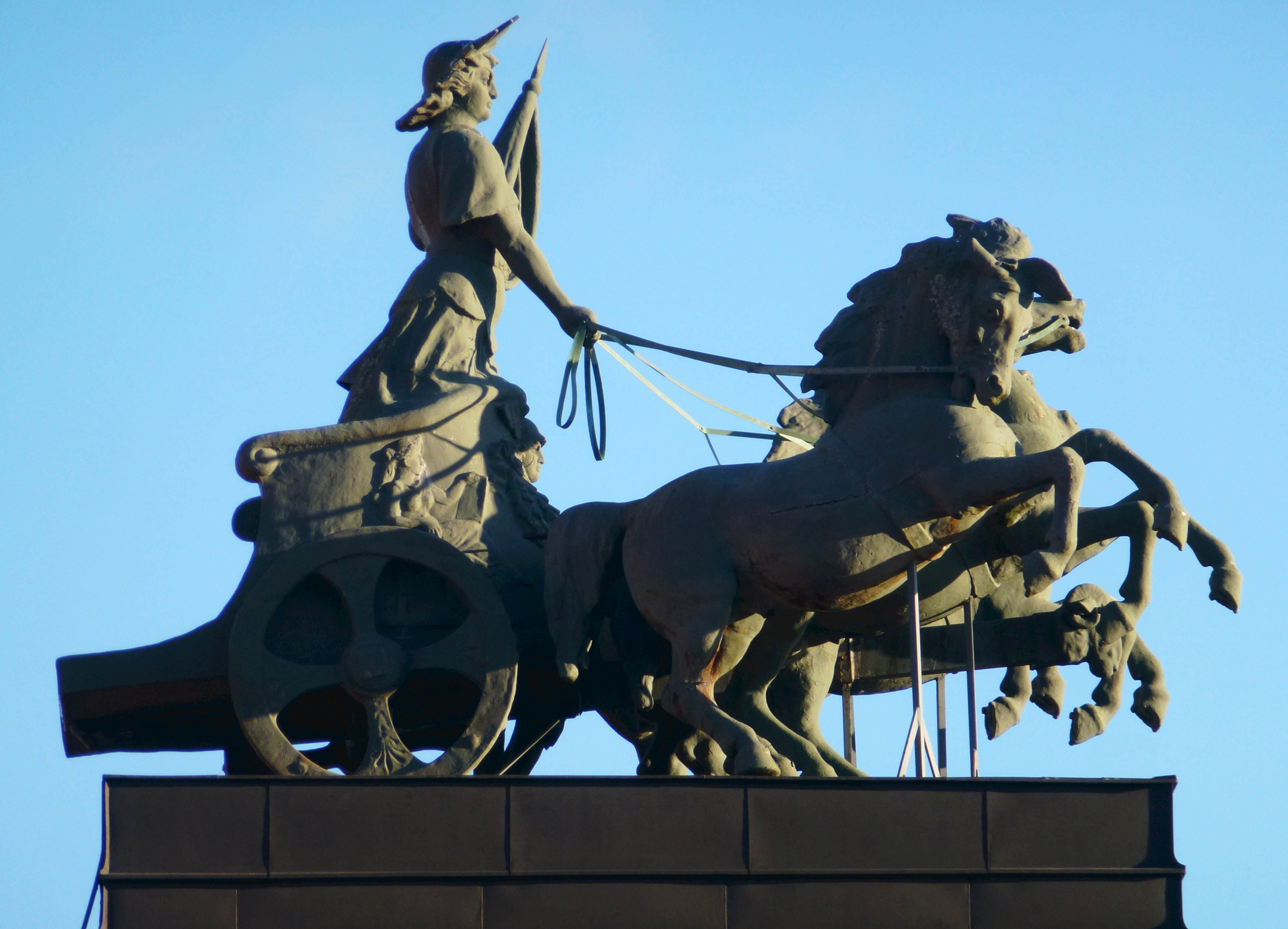
Quadrigan på Cirkus på Djurgården i Stockholm.

Carl Johan Dyfverman, född 18 februari 1844 i Morlanda socken, död 10 januari 1892 i Stockholm, var en svensk skulptör.

## Liv och verk
Carl Johan Dyfverman ägnade sig åt dekorativ konst, blev en skicklig tekniker och utförde en mängd prydnadsverk i Stockholm. Han väckte uppmärksamhet genom sina snöskulpturer. Han anlitades av Helgo Zetterwall för utsmyckningen av Lunds domkyrka, vars bronsportar med bibliska scener i relief är hans främsta arbete. Carl Johan Dyfverman utförde även en reproduktion av Frithiof Kjellbergs Linnéstaty för Chicago. Dyfverman finns representerad vid bland annat Nationalmuseum i Stockholm.
Han var farfar till sin namne Carl Johan Dyfverman och till Henrik Dyfverman. Han är begraven på Solna kyrkogård.

## Utmärkelser[10]
- Illis quorum - 1888
- Riddare av Vasaorden med briljanter - 1890

## Offentliga verk i urval
- Barmhärtighet, portalrelief i zink, och Fågel Fenix, Götgatan 40 i Stockholm
- Quadrigan (fyrspannet) på taket till Cirkus i Stockholm
- Reliefer på bronsportarna till Lunds domkyrka
- Sex reliefer i zink på fasaden till Sundsvalls Enskilda Banks hus i Sundsvall, 1886 (varav fyra finns kvar)
- Fyra skulpturer på taket till Karlskrona stadshotell
- Skulpturgrupp i zink på taket till Sundsvalls Enskilda Banks hus i Sundsvall, 1891
- Justitia, skulpturgrupp i zink (med replika) på taket till Stadshuset i Sundsvall, 1891
- Musiken, dansen och poesin, skulpturgrupp i zink (med replika) på taket till Stadshuset i Sundsvall, 1891